# Gunnar Hansen
Gunnar Milton Hansen, född 4 mars 1947 i Reykjavik, död 7 november 2015 i Los Angeles i Kalifornien,  var en isländskfödd amerikansk skådespelare. Han gjorde bland annat rollen som Leatherface i Motorsågsmassakern.

## Biografi
Hansen föddes i Reykjavik på Island och flyttade till USA vid fem års ålder. Han bodde i Maine tills han var 11, då hans familj flyttade till Texas där han gick i gymnasiet och sedan universitetet i Texas. Han läste engelska och matematik och gick sedan på en forskarskola i scandinavian studies och engelska.
Hans första jobb efter gymnasiet var som datoroperatör. På universitetet började han spela  teater. Han var också fotbollsspelare under gymnasiet och arbetade även som dörrvakt under en tid. År 1973, strax efter avslutad forskarskola, hörde Hansen om The Texas Chainsaw Massacre som skulle filmas i Austin och bestämde sig för att provspela för rollen. Han fick rollen som Leatherface, den maskerade mördaren i filmen.
Eftersom filmen kom att bli en kultklassiker, fick Hansen en roll i filmen Demon Hunter (även känd som Demon Lover) och efter de erfarenheter han fick av den filmen, bestämde han sig för att inte fortsätta filmkarriären. Han valde i stället att satsa på en författarkarriär. Så efter ett år i forskarskolan, 1975, flyttade han tillbaka till Maine och började skriva. Han tackade nej till en roll som han erbjöds i skräckfilmen The Hills Have Eyes.
Efter att ha arbetat en tid med att skriva böcker och för tidningar återvände han till filmen  1987. Han medverkade i filmen Hollywood Chainsaw Hookers, och har medverkat i 20 filmer sedan dess. Hansens nya skådespelarkarriär blev ett sidoprojekt och han fortsatte att skriva böcker. Han har även skrivit några filmmanus och skrivit och regisserat dokumentärfilmer. Hans reseskildring Islands at the Edge of Time, A journey to America's Barrier Islands, publicerades 1993.

## Filmografi (urval)
- 1974 - Motorsågsmassakern
- 1977 - The Demon Lover
- 1987 - Hollywood Chainsaw Hookers
- 1991 - Campfire Tales
- 1995 - Exploding Angel
- 1995 - Mosquito
- 1996 - Repligator
- 1999 - Hellblock 13 (V)
- 2002 - Witchunter (V)
- 2002 - Hatred of a Minute
- 2002 - Rachel's Attic
- 2002 - Sinister (Kortfilm)
- 2003 - Next Victim
- 2004 - The Business (V Kort)
- 2004 - Chainsaw Sally
- 2004 - Murder-Set-Pieces
- 2005 - Apocalypse and the Beauty Queen
- 2005 - Wolfsbayne
- 2005 - Freakshow (V)
- 2006 - Swarm of the Snakehead
- 2006 - The Deepening
- 2007 - Shudder (V)
- 2007 - Brutal Massacre: A Comedy
- 2007 - Gimme Skelter
- 2009 - Won Ton Baby!
- 2009 - It Came from Trafalgar
- 2009 - Reykjavik Whale Watching Massacre
- 2012 - The Gathering
- 2013 - The Texas Chainsaw Massacre 3D
- 2014 - Death House
- 2015 - The Totem